# سنگ اول
سنگ اول فیلمی به کارگردانی و نویسندگی ابراهیم فروزش ساختهٔ سال ۱۳۸۸ است که بر اساس داستان کوتاهی به همین نام از  کتاب تنور (کتاب) هوشنگ مرادی کرمانی ساخته شده است.
محسن تنابنده برای بازی در این فیلم برنده سیمرغ بلورین بهترین بازیگر نقش اول مرد جشنواره فیلم فجر شد.
فیلم سنگ اول در روستای طایمه از توابع شهرستان ملایر و بخش کمتری از آن در همدان مقابل دوربین رفت.

## بازیگران
- محسن تنابنده
- اندیشه فولادوند
- مسعود چوبین

## جوایز و نامزدها

### بیست و هشتمین دوره جشنواره فیلم فجر
| قسمت                      | نامزد        | نتیجه    |
| ------------------------- | ------------ | -------- |
| بهترین بازیگر نقش اول مرد | محسن تنابنده | برنده    |
| بهترین تدوین              | بهرام دهقانی | نامزدشده |

### دومین دورهجشنواره تلویزیونی جام جم
| قسمت              | نامزد           | نتیجه |
| ----------------- | --------------- | ----- |
| بهترین فیلمنامه   | ابراهیم فروزش   | برنده |
| بهترین بازیگر مرد | محسن تنابنده    | برنده |
| بهترین بازیگر زن  | اندیشه فولادوند | برنده |